# Микша, Мария
Мария Микша (рум. Maria Micșa; род. 31 марта 1953 или XX век, Тимишоара), в замужестве Моснягу (рум. Mosneagu) и Маковичук (рум. Macoviciuc) — румынская гребчиха, выступавшая за сборную Румынии по академической гребле в 1970-х и 1980-х годах. Бронзовая призёрка летних Олимпийских игр в Монреале, обладательница серебряной и двух бронзовых медалей чемпионатов мира, чемпионка Европы, победительница и призёрка регат национального значения.

## Биография
Мария Микша родилась 31 марта 1953 года в городе Тимишоара, Румыния.
Первого серьёзного успеха на взрослом международном уровне добилась в сезоне 1972 года, когда вошла в основной состав румынской национальной сборной и выступила на чемпионате Европы в Бранденбурге, где одержала победу в зачёте парных рулевых четвёрок.
В 1973 году побывала на европейском первенстве в Москве, откуда привезла награду серебряного достоинства, выигранную в парных рулевых четвёрках — в решающем финальном заезде уступила только команде из Восточной Германии.
Благодаря череде удачных выступлений удостоилась права защищать честь страны на летних Олимпийских играх 1976 года в Монреале — здесь впервые в олимпийской программе появилась женская академическая гребля. В составе парного четырёхместного рулевого экипажа, куда также вошли гребчихи Иоана Тудоран, Элисабета Лазэр, Фелича Афрэсилоаие и рулевая Элена Джуркэ, в финале Микша пришла к финишу третьей позади команд из ГДР и СССР — тем самым завоевала бронзовую олимпийскую медаль.
После монреальской Олимпиады Мария Микша осталась в составе гребной команды Румынии и продолжила принимать участие в крупнейших международных регатах. Так, в 1977 году в парных рулевых четвёрках она выиграла серебряную медаль на мировом первенстве в Амстердаме — пропустила вперёд только титулованных восточногерманских спортсменок (выступала здесь под фамилией мужа Моснягу).
В 1979 году в той же дисциплине взяла бронзу на чемпионате мира в Бледе — финишировала в финале после команд из ГДР и Болгарии.
Находясь в числе лидеров гребной команды Румынии, благополучно прошла отбор на Олимпийские игры 1980 года в Москве — на сей раз попасть в число призёров не смогла, показала в парных рулевых четвёрках четвёртый результат.
В 1982 году в парных рулевых четвёрках стала бронзовой призёркой на чемпионате мира в Люцерне.
В 1983 году в той же дисциплине заняла четвёртое место на мировом первенстве в Дуйсбурге. Вскоре по окончании этих соревнований приняла решение завершить спортивную карьеру.